# Sudan Południowy na Letnich Igrzyskach Olimpijskich 2020
Sudan Południowy na Letnich Igrzyskach Olimpijskich 2020 – reprezentacja Sudanu Południowego na igrzyskach w Tokio liczyła dwie osoby, które wzięły udział w rywalizacji lekkoatletycznej.

## Reprezentanci

### Lekkoatletyka
| Konkurencja | Zawodnik     | Eliminacje | Eliminacje | Półfinał | Półfinał | Finał    | Finał   | Źródło |
| Konkurencja | Zawodnik     | Rezultat   | Pozycja    | Rezultat | Pozycja  | Rezultat | Pozycja | Źródło |
| ----------- | ------------ | ---------- | ---------- | -------- | -------- | -------- | ------- | ------ |
| 1500 m (m)  | Abraham Guem | 3:40,86    | 13.        | NQ       | NQ       | NQ       | NQ      | [ 3 ]  |
| 200 m (k)   | Lucia Moris  | 25,24      | 6.         | NQ       | NQ       | NQ       | NQ      | [ 4 ]  |